# Ingvar Kamprad
Feodor Ingvar Kamprad (uitspraak: ['ɪŋʋar 'kʰamprad]) (Agunnaryd, 30 maart 1926 – Liatorp, 27 januari 2018) was een Zweeds ondernemer en oprichter van IKEA.

## Levensloop
Kamprad werd al vroeg ondernemer. Op jonge leeftijd begon hij op de fiets met de verkoop van lucifers. Hij kocht ze goedkoop in bulk in en verkocht ze door aan zijn buren voor een lage prijs, maar met een redelijke winst. Later breidde hij zijn handel uit naar vis, kerstversiering, zaden en nog later balpennen en potloden. Voor het afronden van zijn studie ontving Ingvar op 17-jarige leeftijd een gift van zijn vader, die hij gebruikte om in 1943 IKEA op te richten. 
Dat Kamprad leed aan dyslexie heeft een grote invloed gehad op de interne werking van IKEA. Zo is de naam IKEA (Ingvar Kamprad Elmtaryd Agunnaryd) ontstaan uit zijn eigen initialen en de beginletters van de boerderij waar hij geboren werd en van het nabijgelegen dorp in Småland. De oorspronkelijke namen van het IKEA-meubilair verzon hij omdat hij moeite had met het onthouden van hun voorraadcodes.
Kamprad werd geregeld tot populairste manager van Zweden gekozen, voornamelijk vanwege zijn motivatiemethoden. Anderzijds bezorgden die hem ook impopulariteit, omdat hij een te grote druk zou uitoefenen op zijn personeel. Toen hij te maken kreeg met boycots van leveranciers en grote meubelzaken, moest hij nieuwe leveranciers in het buitenland zoeken. Hierdoor ontstond de succesvolle "low cost"-lijn waarmee IKEA groot werd.
In 1986 stapte Kamprad op als algemeen directeur van IKEA. Hij bleef nog enkele jaren aan als algemeen adviseur. Zijn aandelen droeg hij ca. 1980 al over aan de (sinds 1982 in Nederland gevestigde) Stichting INGKA Foundation. Via een geheime, in Liechtenstein gevestigde stichting behield hij de controle over deze stichting en het IKEA-concern.

## Vermogen
Er werd in 2005 gespeculeerd over de vraag of Kamprad de rijkste man ter wereld was, mede door het feit dat de US dollar-euro-koers sterk veranderd was. Men schatte zijn vermogen op 51 miljard dollar, maar dit werd ontkend door Kamprad en IKEA. In het vermogen werd de bedrijfswaarde van IKEA meegerekend, maar volgens woordvoerders van IKEA bezat Kamprad het bedrijf niet meer.

## Persoonlijk
In 1950 trouwde Kamprad met Kerstin Wadling. In 1961 gingen ze uit elkaar. Hun geadopteerde dochter werd door Kerstin opgevoed. Kamprad hertrouwde in 1963 met Margaretha Stennert. Het echtpaar woonde in Älmhult en kreeg in de jaren zestig drie zoons. Vanaf 1976 woonde het gezin nabij Lausanne in Zwitserland. Zijn tweede vrouw overleed in 2011. Zijn laatste jaren bracht Kamprad weer door in Småland, waar hij op 91-jarige leeftijd in zijn slaap overleed.
In 1994 werd bekend dat de jonge Kamprad vanaf 1942 lid was geweest van de Zweedse nazibewegingen Nysvenska Rörelsen (NSR) en Svensk Socialistisk Samling (SSS). Hij zei dat dit de grootste fout van zijn leven was en dat hij zeer veel spijt had van dat deel van zijn jeugd.
Ondanks zijn grote rijkdom was hij redelijk zuinig. Hij droeg zo min mogelijk maatkostuums, hij vloog economyclass en bezocht bij voorkeur goedkope restaurants.